# 美洲攀缘鼠亚科
美洲攀缘鼠亚科（学名：Tylomyinae）是啮齿目仓鼠科的一个亚科，分布于美洲，包括4属：
- 小齿夕鼠属（Otonyctomys）
- 夜鼠属（Nyctomys）
- 美洲攀鼠属（Tylomys）
- 大耳攀鼠属（Ototylomys）